# 翠玉白菜
翠玉白菜一般是指中華民國國立故宮博物院常態展示由翡翠雕刻而成的玉石工藝品，長18.7公分，寬9.1公分，厚5.07公分，利用翡翠天然的色澤雕出白菜的形狀。近年來因為知名度很高，與國寶毛公鼎和同為重要古物並兼具高人氣的肉形石合稱民間版的「故宮三寶」。

## 歷史
位於台灣台北市的國立故宮博物院收藏了三顆翠玉白菜，品名分別為翠玉白菜（瑾妃的嫁妝）、翠玉小白菜、翠玉白菜花插，皆出於清宮；在中國大陸也有兩顆分別放在北京故宮和天津博物館；再加上當年孙殿英炸開乾隆、慈禧陵墓搜括陪葬寶物時奪走了慈禧最愛的一顆翠玉白菜（後來下落不明），至少存在六顆翠玉白菜類型的工藝品，然而每顆翠玉白菜的大小、樣式各不相同。
近代最常見的那顆翠玉白菜與清院本清明上河圖、肉形石和毛公鼎等都是國立故宮博物院內最知名的人氣文物，該院許多自製的紀念品都是以翠玉白菜為主題。

## 外觀
雖然翠玉白菜不只一顆，但以國立故宮博物院常態展示的翠玉白菜最為知名。關於這顆翠玉白菜的文獻很少，只知道這件玉器原本置於紫禁城永和宮，放在琺瑯花盆的靈芝造型基座上，推測是瑾妃的嫁妝。此件玉器的雕刻一體成形，以翠玉自然的色澤刻飾出青綠色菜葉與白色葉柄，象徵女子「身家清白」；而菜葉上還雕有兩隻昆蟲，一隻是蝗蟲，一隻是蟈蟈。這隻蝗蟲，雖然難以確定是飛蝗，但可以故且依《詩經》原義，當作寓意多子多孫。不過蟈蟈雖然是屬於螽斯類，卻不是《詩經‧螽斯》篇的「螽斯」，而是清宮自康熙時起，設宴時用以侑酒的鳴蟲，不能和蝗蟲一併解釋為象徵多產。

## 海外展出
2014年6月24日，翠玉白菜等故宮文物首度在日本展出。「國立故宮博物院——神品至寶展」231組件文物，6月24日至9月15日在東京國立博物館展出，其中翠玉白菜於6月24日起至7月7日止在東京展出兩週即運返台北。

## 外部連結
- （繁體中文）國立故宮博物院——翠玉白菜 （页面存档备份，存于）
- Leslie Hook. 翠玉白菜 （页面存档备份，存于） 《華爾街日報》－2007年7月27日